# Geert Lotsij
Gerhard Oswald „Geert“ Lotsij (* 13. Januar 1878 in Dordrecht; † 29. Juni 1959 in Hilversum) war ein niederländischer Ruderer.
Im Jahr 1900 trat er zusammen mit seinem Bruder Paul, Coenraad Hiebendaal, Johannes Terwogt und Steuermann Hermanus Brockmann bei den Olympischen Spielen in Paris im Vierer mit Steuermann an. Im zweiten Halbfinale landeten sie auf dem ersten Platz. Aufgrund einer Kontroverse um die Finalteilnehmer, gab es letztendlich zwei Finalläufe mit eigens vergebenen Medaillen. Im zweiten Finallauf nahm Lotsij mit seinem Team teil und gewann die Silbermedaille.
Lotsij war Mitglied in der ASR Nereus, einem Ruderverein von Amsterdamer Studenten. Nach seinem Studium arbeitete er als Arzt unter anderem in Kairo. Sein Bruder Dirk war Fußballnationalspieler der Niederlande.